# Ariètids
Els Ariètids són una pluja de meteors forta que té lloc entre el 22 de maig i el 2 de juliol de cada any, amb un pic màxim el 7 de juny. Els ariètids, juntament amb els zeta-Perseids, són la pluja de meteors diürna més intensa. La font de la pluja és desconeguda, però els científics creuen que està relacionada amb l'asteroide 1566 Icarus, tot i que l'òrbita pot correspondre també al 96P/Machholz.
La pluja va ser descoberta per primer cop a l'Observatori de Jodrell Bank, a Anglaterra, l'estiu del 1947. La taxa horària zenital és de 60 i els meteors entren a l'atmosfera terrestre a una velocitat de 39 km/s.